# Ozero Zvanoje (sjö i Belarus, Vitsebsks voblast, lat 55,62, long 28,60)
Ozero Zvanoje (ryska: Озеро Званое) är en sjö i Belarus.   Den ligger i voblasten Vitsebsks voblast, i den norra delen av landet, 200 km norr om huvudstaden Minsk. Ozero Zvanoje ligger 124 meter över havet. Arean är 1,2 kvadratkilometer. Den sträcker sig 1,6 kilometer i nord-sydlig riktning, och 1,4 kilometer i öst-västlig riktning.
I omgivningarna runt Ozero Zvanoje växer i huvudsak blandskog. Runt Ozero Zvanoje är det ganska tätbefolkat, med 72 invånare per kvadratkilometer.